# Capitão América
Capitão América é um super-herói de histórias em quadrinhos americanos publicado pela Marvel Comics. Criado por Joe Simon e Jack Kirby, o primeiro personagem apareceu em Captain America Comics # 1 (março de 1941) da Timely Comics, antecessora da Marvel Comics. Capitão América foi concebido como um super-herói patriótico, vestindo um traje inspirado na  bandeira dos Estados Unidos, que lutou contra as potências do Eixo na Segunda Guerra Mundial e foi personagem mais popular da Timely Comics durante o período da guerra. A popularidade dos super-heróis diminuiu após a guerra e os quadrinhos Capitão América foram interrompidos em 1950, com uma volta de curta duração em 1953. Em 1964, o personagem foi reintroduzido como participante do Universo Marvel  A arma principal do personagem é um  escudo quase indestrutível, feito principalmente do metal fictício vibranium.
Vários personagens tiveram o codinome Capitão América, com o original e mais popular sendo Steve Rogers, um jovem franzino que atinge o pico da perfeição humana após aplicar um soro experimental com o intuito de ajudar os Estados Unidos contra as potências do Eixo. Perto do fim da Segunda Guerra, ficou preso no gelo e sobreviveu em animação suspensa até que foi revivido nos dias atuais.

## Publicação

### Era de Ouro

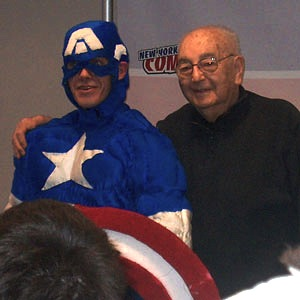
Joe Simon ao lado de um cosplay do personagem.

Criado por Joe Simon e Jack Kirby, em 1941, sua primeira aparição do personagem ocorreu na revista em quadrinhos Captain American Comics #1, da Timely Comics. Inicialmente seria chamado de Super American, mas logo Simon preferiu chama-lo de Captain American.
O personagem foi antecedido por outro herói patriótico, The Shield (O Escudo), da MLJ (atual Archie Comics), devido à semelhança do escudo usado pelo Capitão América e o emblema do The Shield,. A fim de evitar um processo por plágio, os autores tiveram que alterar a forma de triangular para circular na segunda edição. Stanley Lieber, agora conhecido como Stan Lee, contribuiu para o personagem na terceira edição no conto ilustrado filler "Captain America Foils the Traitor's Revenge", que introduziu o uso do escudo como uma arma de arremesso.
Após a ida de Simon e Kirby para a DC Comics no final de 1941, a série foi desenhado por Al Avison e Syd Shores. Capitão América também apareceu em outras revistas da editora: All Winners Comics (1-19), Marvel Mystery Comics (80-84 e 86-92), USA Comics (6-17) e All Select Comics (1-10).
Após o fim da Segunda Guerra Mundial, as vendas das revistas em quadrinhos de super-herói caíram drasticamente. Os autores tentaram renovar o título, tirando Bucky e substituindo-o por uma jovem chamada  Betty Ross, que assume a identidade de Golden Girl.  O título também foi alterado para Captain America's Weird Tales.
Em 1953, a editora, agora com o nome de Atlas Comics, tentou reviver o título, mas desta vez o Capitão América enfrentava os comunistas, no contexto da Guerra Fria.. O título da série também trazia o slogan Captain America, Commie Smasher. Esta nova versão é um fracasso comercial.

### Era de Prata
Em uma história do Tocha Humana intitulada "Captain America", publicada pela Marvel Comics em Strange Tales #114 (1963 de novembro), o  editor e roteirista  Stan Lee e o ilustrador Jack Kirby mostram o jovem e impetuoso membro do Quarteto Fantástico, Johnny Storm, o Tocha Humana, em uma apresentação com o Capitão América, descrito como um lendário herói da Segunda Guerra que voltou depois de muitos anos de aposentadoria aparente. A história de 18 páginas termina com este Capitão América revelando-se um impostor: era realmente o vilão Acrobata, um ex-artista de circo que Storm havia derrotado em Strange Tales #106. Depois, Storm acha uma velha revista em que o Capitão América é mostrado como sendo Steve Rogers. A legenda no final do painel diz que esta história era um teste para ver se os leitores gostariam de ver o retorno do Capitão América. De acordo com Lee, resposta dos fãs foi muito satisfatória.
Capitão América foi formalmente reintroduzido em The Avengers #4 (março de 1964). Um retcon explicou que, nos últimos dias da Segunda Guerra Mundial, ele havia caído de um avião robô experimental no Oceano Atlântico Norte e teria ficado décadas congelado em um bloco de gelo em estado de animação suspensa. O herói encontrou uma nova geração de leitores como o líder dessa equipe de super-heróis. Após o sucesso de outros personagens da Marvel introduzidos durante a década de 1960, o Capitão América foi reformulado como um herói "assombrado por memórias do passado e tentando se adaptar à sociedade da década de 1960".

## Origem

Ator fantasiado de Capitão América em um evento de quadrinhos nos Estados Unidos.

Nascido em 4 de Julho de 1922, filho de um casal pobre de imigrantes irlandeses, Sarah e Joseph Rogers (falecidos em sua adolescência), Steve Rogers era um rapaz com problemas de saúde que desejava, de qualquer forma, participar dos esforços estadunidenses para vencer a Segunda Guerra Mundial. Ao ter seu alistamento recusado por sua saúde debilitada, ele deixa claro estar disposto a fazer qualquer coisa para ajudar na guerra. Esse "qualquer coisa" é tão literal que ele se torna parte de um experimento para a criação de soldados superficiais a alguém: o "projeto supersoldado", que consistia em um soro especial e criado pelo Dr. Joseph Reinstein, anos depois, um retcon diria que esse foi um codinome usado pelo cientista Abraham Erskine. O nome "Erskine" foi usado pela primeira vez em um romance The Great Gold Steal por Ted Branco publicado pela Bantam Books em 1968.
Contudo, na equipe do projeto havia Heinz Kruger, um agente duplo a serviço dos nazistas, que mata Erskine. Como não havia registro escrito da fórmula, essa se perdeu com a morte do cientista, e Steve Rogers acaba se tornando o único daquilo que deveria ser um exército de supersoldados.
Em 1946, ao lado de Bucky, Tocha Humana, Centelha, Namor, o Príncipe Submarino, Ciclone e Miss América integrou o "Esquadrão Vitorioso" (All-Winners Squad no original). A revista Captain America Comics foi cancelada no número 75 (fevereiro de 1950)..
A Atlas Comics (segundo nome adotado pela Timely) tentou reviver seus títulos de super-heróis quando reintroduziu o Capitão América, junto com o Tocha Humana original e Namor em Young Men #24 (Dezembro de 1953). Anunciado como "Captain America, Commie Smasher!", Capitão América apareceu durante o próximo ano, em Young Men #24-28 e Men's Adventures #27-28, bem como nas edições  #76-78 de Captain America. As tentativas de renascimento do super-herói foram um fracasso comercial, e o título do personagem foi cancelado com Captain America #78 (Setembro de 1954).
Em 1964, a Marvel (terceiro e último nome adotado pela Timely) reviveu o Capitão América ao revelar que ele tinha caído de um avião experimental no Atlântico Norte nos últimos dias da guerra e que passara as últimas décadas congelado, num estado de morte aparente (animação suspensa). O herói ressurgiu com uma nova geração de leitores como o líder de um grupo de super-heróis conhecido como os Vingadores (The Avengers #4, publicado em 1964).
Suas primeiras histórias solo foram lançadas na revista Tales of Suspense, dividindo as páginas com aventuras do Homem de Ferro. Nelas, a dupla Lee/Kirby procuraram justificar um super-herói sem poderes, apresentando o Capitão como "o maior lutador do mundo", enfrentando vilões representantes de modalidades de lutas como o Sumô ou o francês Savate (Batroc). Mas seus inimigos frequentes eram os nazistas e os neo nazistas, como o Caveira Vermelha e a Hidra. Também havia aventuras em que ele se ligou a agência de espiões S.H.I.E.L.D, que enfrentava inimigos tecnológicos como Modok e a I.M.A. Nos anos 1970 enfrentou o Império Secreto, uma organização racista inspirada na Ku Klux Klan, num arco de história em que os X-Men e vários mutantes foram caçados e capturados pelos criminosos. Também nessa época iniciou sua parceria com o super-herói Falcão, a ponto da revista passar a se chamar Captain America and the Falcon. Mais tarde enfrentaria a Força Nacional, outra organização racista. Nesse confronto seria dado como morta sua namorada e agente secreta Sharon Carter (Agente 13).
Apesar da reformulação dos anos 60, foram feitas novas aventuras ambientadas na época da II Guerra através de retcons, quando seu parceiro era o garoto James Buchanan Barnes, vulgo Bucky. Ambos ao lado de Tocha Humana Namor e novos personagens como Union Jack e Spitfire, formando o grupo de super-heróis denominado "Os Invasores", inspirado no Esquadrão Vitorioso.

## Vida na Era moderna
Steve Rogers, nascido em 4 de Julho de 1922, depois que renasceu na Era Moderna, teve muitas dificuldades para se adaptar à vida civil. No início morava na mansão dos Vingadores e era praticamente um super-herói de tempo integral. Continuou nesse ritmo quando se aliou a S.H.I.E.L.D e teve um romance com a Agente 13. Somente no fim da década de 1960, Steve Rogers começou a buscar uma vida própria. Um desentendimento com Nick Fury o fez se afastar da espionagem. Comprou uma motocicleta e saiu em viagem pelo interior do país. Retornaria depois que o Caveira Vermelha voltou a atacar. Depois Steve entra para a força policial de Nova York, mas logo tem a sua vida conturbada em função de acusação de que era corrupto, pois quase não aparecia para as rondas e mesmo assim não era demitido (seus superiores conheciam sua identidade). O acusador era seu parceiro, que logo se descobriu que agia como o vilão Chefe Encapuzado.
Um bom tempo depois Steve voltou a tentar ter uma vida civil. Virou desenhista de quadrinhos e alugou um apartamento na cidade. Mas também não conseguiu cumprir seus compromissos. Sua vida mudou quando recebeu uma boa quantia em dinheiro, resultado de anos de soldo militar que não lhe haviam sido entregues na época do seu desaparecimento. Steve organizou uma rede de informações para ajudá-lo em suas missões, mas logo seria procurado pelo Governo que queria explicações sobre a sua súbita fortuna. Esse problema levou a que Steve fosse privado por um certo tempo de sua identidade de Capitão América.

## Arco das cinco encarnações do Capitão América

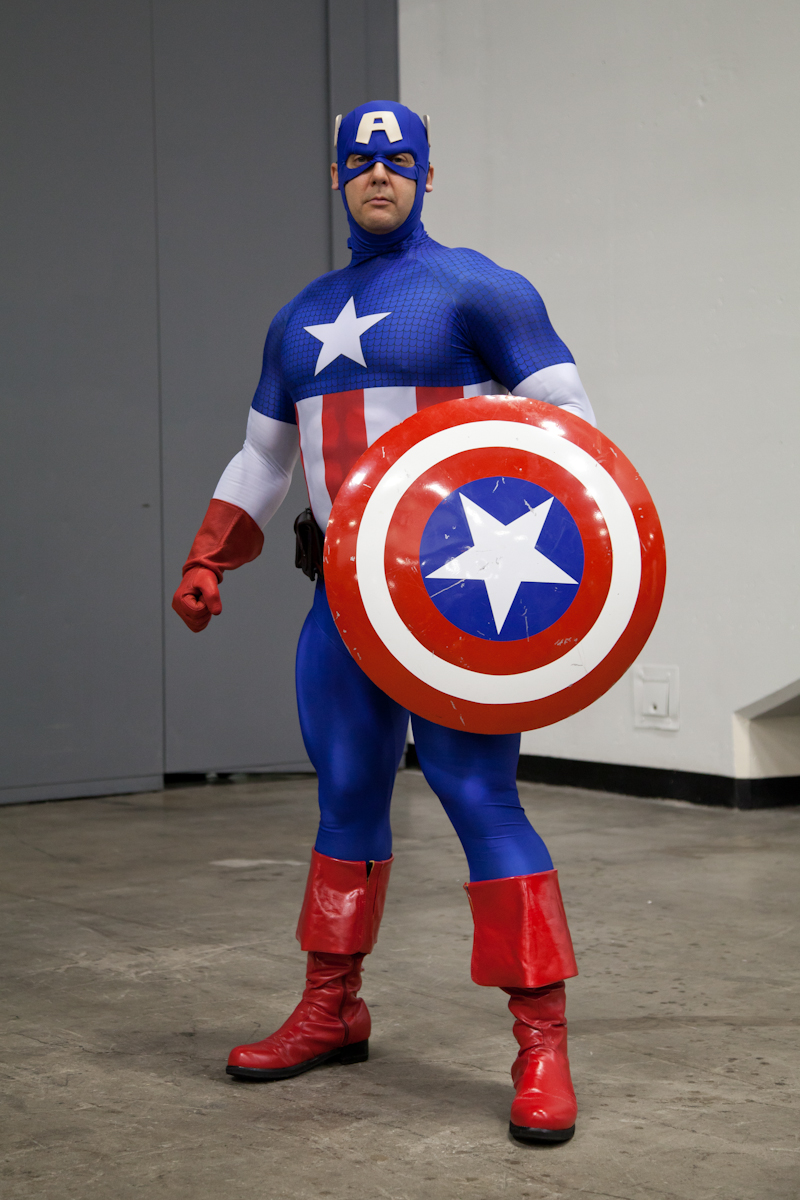
Cosplay do Capitão América, durante a WonderCon 2011.

A história da revista americana do Capitão América se caracteriza pelas várias mudanças sofridas pelo personagem, natural dada a sua grande longevidade. Durante a II Guerra Mundial o personagem tornou-se famoso pois representava o ideal do patriotismo. Após o final do conflito, procuraria se integrar à vida civil, mas acabou sendo esquecido. Retornaria nos anos 1960 como um super-herói e líder dos Vingadores.
Na virada dos anos 1980 para os 90, essas mudanças históricas fariam surgir um novo conjunto de fatos que se integrariam à cronologia oficial do herói. Lançou-se uma história que explicava que quatro pessoas haviam vestido o uniforme do Capitão América. Mais recentemente surgiu o fato de que Steve Rogers não foi o primeiro usuário do uniforme. Quem teve a primazia foi o soldado negro Isaiah Bradley, cujo neto se tornaria o Patriota (conhecido no Brasil também como "O Campeão", chamado assim na revista O Guri da década de 1950), líder dos Jovens Vingadores. Dessa forma, agora se fala em cinco Capitães América na história.

### Os quatro Capitães América
Antes de se saber de Bradley, Steve Rogers era tido como o primeiro e "desapareceu" ainda com a guerra em curso. Isso motivou a convocação de um outro herói da época, William Naslund  o Independente, também chamado de "O Espírito de 76", para trocar de uniforme, assim como um novo Bucky - um jovem ex-jogador de baseball chamado Fred Davis (James Buchanan Barnes, como se sabe, foi o Primeiro Bucky).
Esse novo Capitão América continuou atuando mesmo depois do final da guerra, tendo morrido ao salvar o então pequeno e inexpressivo político local John Fitzgerald Kennedy de uma tentativa de assassinato (isso bem antes dele se tornar presidente) nas mãos de um androide chamado "Adam II" - que era, por sinal, a segunda tentativa do Prof. Phineas T. Horton de criar um androide perfeito (a primeira foi o Tocha Humana androide) - e ser imediatamente substituído por Jeff Mace que, na época, era o herói conhecido como Patriota e assumiu o uniforme até se aposentar.
Mais tarde, na virada dos anos 1950 para 60 surgiu o quarto Capitão América, William Burnside, um professor que sem querer encontrou a fórmula para o "soro do supersoldado", injetou em si mesmo e se tornou o Capitão.
Antes do arco dos quatro Capitães Américas, a cronologia desconsiderava a fase desse Capitão América, que teve algumas histórias editadas na década de 1950. Após o arco dos quatro Capitães, com a cronologia gerada por essa HQ em particular ele se tornou o quarto Capitão América (e que também tinha um parceiro chamado Bucky, que ficou conhecido como Bucky III - Jack Monroe que, após ser libertado pelo governo, assumiu a identidade do vigilante conhecido como Nômade, sendo por sua vez o Nômade II, já que essa identidade foi criada e desempenhada por um curto período em que Steve Rogers abandonara o manto do Capitão América).
O mesmo ocorreu com o Bucky Jack Monroe, que depois dessa história ficou sendo o Bucky III e não o Bucky II.
Na era moderna o Capitão América dos anos 1950 ou então o Capitão América IV apareceu completamente insano, tendo ficado prisioneiro do FBI durante a década de 1960: foi um dos mais perigosos inimigos do Capitão América original e tornou-se o vilão "Grande Diretor". Acabou por cometer suicídio.

## O sexto Capitão América
Apos o acerto da cronologia com a história sobre As quatro encarnações do Capitão América e a revelação sobre Bradley (que aumentou o número para cinco Capitães) surgiria ainda um sexto Capitão América.
Esse papel foi assumido durante algum tempo por John Walker, quando Steve Rogers foi impedido de usar o Escudo e o uniforme tradicional pelo Governo. Rogers continuou suas aventuras, assumindo o nome de "O Capitão" e uma roupa com predominância da cor preta. Walker assumiu o manto do Capitão América, mas seu extremismo e violência eram uma afronta ao código de honra do herói.
Após algumas histórias como Capitão - onde, inclusive, foi a peça-chave da derrota do Adaptóide, que havia dominado os Vingadores após absorver os poderes do Cubo Cósmico - Rogers acabou se confrontando com John Walker.
No fim, descobriu-se que era tudo uma armação do renascido Caveira Vermelha, agora com a mente num clone de Steve Rogers criado por Arnin Zola.
Walker, derrotado, salvou Rogers de ser vítima do gás do Caveira, ao jogar o escudo nas pernas do vilão. O Caveira absorveu o gás e teve seu rosto deformado, voltando a ficar com a clássica aparência. Após o evento e as devidas explicações à Comissão de Atividades Super-Humanas, Rogers e Walker trocaram escudos e uniformes. Walker, assim, passou a ser o Agente Americano e Rogers voltou a ser o Capitão América.

## O sétimo Capitão América
Na década de 1970, desiludido com o governo, Steve Rogers abandona o manto do Capitão e torna-se o "Nômade". O seu amigo Falcão treinou então um jovem de nome Roscoe para assumir a identidade do Capitão. Mas antes que a parceria entrasse de fato em ação o rapaz foi assassinado, vestido de Capitão América, pelas mãos do Caveira Vermelha.

## A Capitã América
Diferente dos sete Capitães América, Sharon Rogers foi única a mulher a receber esse título. Ela seria da Terra 415, onde Steve Rogers, seu pai, não teria sido congelado.

## Guerra Civil
Durante a Guerra Civil houve um incidente com o grupo Novos Guerreiros e o vilão Nitro, que terminou na explosão de uma escola. Em resposta a esta tragédia, o governo estadunidense elaborou a "lei de registro de super-humanos". O Homem de Ferro e diversos outros super-heróis apoiaram a iniciativa. Já o Capitão América criou os Vingadores Secretos, um grupo de oposição a essa lei. Durante as batalhas entre os antagonistas, o grupo do Homem de Ferro prendeu diversos dos aliados do Capitão. Quando então um clone do Thor assassinou Bill Foster, o Golias, membro dos Vingadores Secretos.
Após a morte de Golias alguns dos aliados do Homem de Ferro debandaram enfraquecendo suas forças, enquanto o Capitão América conseguia novos reforços e as plantas da prisão na zona negativa, onde Reed Richards, Jaqueta Amarela e o próprio Homem de Ferro encarceravam os aliados do Capitão. Logo em seguida as forças dos dois heróis se encontraram numa batalha final, que se iniciou com invasão da fortaleza da zona negativa pelo grupo do Capitão América e terminou em Manhattan - o Manto teleportou todos.
O combate estava vencido para o Homem de Ferro, até que Namor surge para auxiliar o Capitão América. Depois de derrotar seu outrora aliado o Capitão se entregou, pois ao ser detido por civis percebeu o estrago que a guerra havia causado na cidade. Envergonhado ele se entregou em troca do perdão total aos seus comandados, dando a vitória ao grupo do Homem de Ferro.

### A morte do herói
No dia 6 de fevereiro de 2007, após a conclusão do arco Civil War, o Capitão América foi morto, baleado num dos joelhos e no estômago, nas escadarias do Capitólio, a caminho do seu julgamento. Foi socorrido, mas morreu a caminho do hospital.
Na cena do crime, foi encontrado o vilão Ossos Cruzados, capanga do Caveira Vermelha. Apesar de não terem sido disparos seus os que vitimaram Steve, ele foi preso. Interrogado por Wolverine e Demolidor, o vilão afirmou não se lembrar de nada. O detector de mentira disse ser verdade. Outra suspeita foi Sharon Carter, que estava sendo controlada pelo Caveira Vermelha.
Este evento fez surgir a minissérie Capitão América: Morre Uma Lenda, na qual é mostrado o luto por sua morte pela visão de Wolverine, Novos Vingadores, Poderosos Vingadores, Clint Barton, Homem-Aranha e Tony Stark, com participações de Bucky Barnes,Feiticeira Escarlate Demolidor, Gaviã Arqueira, Patriota, Coisa, Falcão, etc.

## O novo Capitão América
O editor Joe Quesada da Marvel anunciou no dia 11 de Outubro de 2007 que o Capitão América iria  retornar. A "bandeira e o escudo" seriam ocupados por Bucky, que revivera pouco antes como o super-herói Soldado Invernal e fora parceiro do Capitão na II Guerra Mundial. Pela primeira vez o Capitão América (ou Bucky) irá usar como arma, além M1911A1 e uma faca, além de contar com recursos cibernéticos para amplificar sua força no braço esquerdo (com o qual ele segura o escudo). Só que ele foi forte o bastante para sobreviver em um lugar bem distante dali.

## O retorno
Steve Rogers retorna na minissérie "Reborn" (no Brasil, traduzida como "Capitão América: Renascimento"). O Capitão original aparece também em "Siege" ("O Cerco"), onde reúne um grupo de Vingadores para combater a versão vilanesca do grupo liderada por Norman Osborn, culminando em um combate em Asgard. Porém, depois de "Siege", em "Heroic Age" (arco que anuncia o fim da era das trevas para os heróis), o Capitão América dos Vingadores ainda será o Bucky.
Recentemente, no arco "A Essência do Medo", Bucky foi aparentemente assassinado por Pecado, filha do Caveira Vermelha e Steve volta a ser o Capitão América. Foi revelado, no entanto, que Bucky fora substituído em cima da hora por um LMD - apenas Steve, Nick Fury e a Viúva Negra sabem disso. Enquanto o mundo, de uma forma geral, acredita que Bucky Barnes está morto novamente, ele voltou a agir como Soldado Invernal por baixo dos panos.

## Poderes e habilidades
Graças ao soro que recebeu durante o experimento para a criação de "supersoldados", o Capitão tem condições físicas elevadas, sendo mais forte, resistente, e veloz que qualquer lutador e atleta esportivo do planeta, além de se curar mais rápido. Para auxiliar no combate, tem treinamento em diversos tipos de luta, incluindo boxe e judô.
Steve também é considerado um líder eficaz, liderou vários grupos de heróis durante sua carreira heroica, por ser um ex-militar, ele é um grande estrategista perito em táticas de guerrilha e algumas armas de fogo. Rogers também possui uma grande inteligência, o que ajuda muito em seus planos de combate.
Também é treinado em todas as formas de artes marciais, sendo um mestre em combate corpo-a-corpo.

### Equipamentos

O segundo escudo do Capitão América.

A única arma do Capitão América é o escudo, usado para defesa e também ataque, quando então funciona como um bumerangue. Dr. Myron MacLain, baseado na lenda de Hércules que possui uma maça de adamantina que, segundo a lenda, é indestrutível, ele tentou criar uma liga indestrutível para os americanos durante a Segunda Guerra Mundial. Em algum momento ele adormeceu na bancada de seu laboratório, e os metais que ele estava trabalhando de algum modo se uniram, uma combinação de vibranium, ferro e um catalisador desconhecido, criando um material mais forte do que qualquer um já conhecido. Houve tentativas de se repetir a fórmula para criar o material, mas não houve sucesso, com uma das tentativas criando o super-metal adamantium.
Seu uniforme é feito de kevlar, que é um material resistente ao fogo e a perfurações, e sob seu uniforme ainda existe uma cota de malha de titânio leve, para proteção adicional.
O capitão América usou uma motocicleta especializada personalizada, modificada pelo laboratório de armas da S.H.I.E.L.D., bem como uma van de batalha customizada, construída pelo Wakanda Design Group com a capacidade de mudar sua cor para fins de disfarce (vermelho, branco e azul) e equipada para armazenar e ocultar a motocicleta personalizada na parte traseira com uma moldura que permite que Rogers saia com a moto de dentro da van.

## Em outras mídias

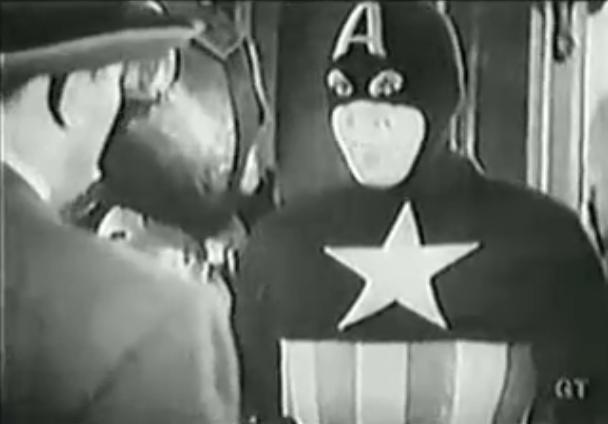
Cena do seriado Captain America (1944).

Chris Evans interpretou o personagem no filme de 2011.

Uma das capas de Captain America: First Vengeance.

### Filmes
- Captain America - seriado estadunidense de 1944, produzido pela Republic Pictures, com Dick Purcell interpretando o Capitão América.[29]
- Em 1990 foi lançado um filme com o título Captain America, estrelando Matt Salinger no papel do Capitão, entretanto o filme nunca chegou a ser lançado nos cinemas, apenas em VHS[29] e 2011 em DVD.[30]
- Capitão América foi destaque nos filmes de animação Ultimate Avengers e Ultimate Avengers 2, lançados diretamente em vídeo, os filmes adaptam as história da série Os Supremos produzido pela Marvel Entertainment e Lions Gate Films,[31] em ambos os filmes, o personagem foi dublado por Justin Gross.
- Em 2008, no filme animado Next Avengers: Heroes of Tomorrow, James Rogers, filho do Capitão América e da Viúva Negra foi dublado por Noah Crawford e é o principal protagonista. James é um artista marcial hábil como seus pais e, até o final do filme, é o líder do grupo.
- Em 2014, aparece no filme animado Iron Man and Captain America.[32]

#### Universo Cinematográfico Marvel
Steve Rogers é interpretado por Chris Evans no Universo Cinematográfico Marvel.
- O personagem é introduzido em Capitão América: O Primeiro Vingador, de 2011.[33] Na adaptação o Capitão América utiliza três uniformes diferentes. O primeiro foi desenhado para as turnês de elevação de moral do Exército e é bastante parecido ao original dos quadrinhos. Já o segundo, criado pelo próprio Steve Rogers, é uma mistura do primeiro com o uniforme militar da época. E por fim, o uniforme criado por Howard Stark.
- Em 2012, Evans reprisa o papel em Os Vingadores - The Avengers, onde é um dos Vingadores que combatem a invasão de Loki a Nova York.
- O segundo filme solo do personagem, Capitão América 2: O Soldado Invernal, de 2014, tem Rogers conhecendo Sam Wilson e descobrindo uma conspiração dentro da S.H.I.E.L.D. enquanto enfrenta seu antigo amigo Bucky Barnes, tornado o assassino conhecido por Soldado Invernal.
- Evans faz uma pequena participação no filme lançado em 2013, Thor: O Mundo Sombrio como uma ilusão criada por Loki.
- O Capitão América retorna no segundo filme dos Vingadores, Vingadores: Era de Ultron de 2015, onde enfrenta o robô Ultron e é um dos poucos Vingadores a permanecer na equipe ao fim do filme.
- O terceiro filme solo Capitão América: Guerra Civil, lançado em 2016 e inspirado na história homônima, tem o Capitão discordando do registro de heróis pelos Acordos de Sokovia, e tentando proteger Bucky após este ser incriminado por atos terroristas que incluíram a morte de T'Chaka, pai de T'Challa, o Pantera Negra.
- Evans fez algumas pontas não-creditadas em Homem-Aranha: De Volta ao Lar (2017), onde a escola de Peter Parker exibe vídeos instrutivos estrelados pelo Capitão.
- Evans voltou mais uma vez em Vingadores: Guerra Infinita, de 2018, quando após 2 anos se escondendo por suas ações em Guerra Civil, Rogers ressurge para confrontar as tropas de Thanos.
- A cena durante os créditos de Capitã Marvel (2019) tem o Capitão sendo um dos herois que veem a chegada de Carol Danvers à base dos Vingadores.
- Evans interpretou o personagem pela última vez em Vingadores: Ultimato, de 2019. Cinco anos após os eventos de Guerra Infinita, Rogers conhece Scott Lang, que esteve preso no Reino Quântico e sugere usá-lo como uma forma de viagem no tempo. Os Vingadores reunidos voltam para reunir as Joias do infinito com o propósito de reverter os danos de Thanos no filme anterior.  Depois do funeral de Tony Stark no final do filme, ele volta no tempo e devolve as Joias para suas respectivas linhas do tempo, mas decide viver sua vida com Peggy Carter em 1943. Já idoso na linha do tempo original, Rogers entrega seu escudo para Wilson.

### Televisão
- Em 1979, foram lançados dois telefilmes na emissora CBS, Captain America (19 de Janeiro) e Captain America II: Death Too Soon (23 de Novembro). Reb Brown interpretou Steve Rogers.[29]
- Capitão América foi uma das séries adaptadas no desenho animado The Marvel Super Heroes.
- O Capitão aparece em episódios de X-Men e X-Men: Evolution tratando da história de Wolverine na Segunda Guerra.[34] Teve mais uma breve aparição em X-Men '97.
- O Capitão tem três pequenas aparições em Homem-Aranha: A Série Animada.
- É um dos membros fundadores dos Vingadores em The Avengers: United They Stand, contudo, aparece em apenas um episódio.
- É um dos protagonistas de Esquadrão de Heróis, The Avengers: Earth's Mightiest Heroes e Vingadores Unidos.
- A série animada What If...? tem várias aparições de versões alternativas do Capitão América do Universo Marvel Cinematográfico.

### Videogames
- Os primeiros jogos com o personagem foram 2 títulos para PC nos anos 80, Captain America in: The Doom Tube of Dr. Megalomann (1987) e Spider-Man and Captain America in Doctor Doom's Revenge (1989).
- Capitão América é um personagem jogável nos arcade da Data East Captain America and The Avengers (mais tarde convertido para vários videogames) e Avengers in Galactic Storm.
- Capitão América é personagem jogável em dois clássicos jogos para Super Nintendo e Sega Genesis. Em Captain America & The Avengers, o capitão é selecionável entre outros personagens do grupo Vingadores e em Marvel Super Heroes: War of the Gems, o Capitão é um dos personagens jogáveis.
- Em Spider-Man and Venom: Maximum Carnage e Venom/Spider-Man: Separation Anxiety, o Capitão América é um dos personagens que o Homem-Aranha e Venom podem requisitar como ajuda.
- Nos RPGs Marvel Ultimate Alliance e Marvel: Ultimate Alliance 2, o Capitão América é jogável em todas as plataformas.
- Capitão América é jogável nos jogos de luta da Capcom Marvel Super Heroes e a série Marvel vs. Capcom.
- Em Marvel Nemesis: Rise of the Imperfects, o Capitão América é jogável no PlayStation Portable. Nas outras plataformas tem apenas uma ponta.
- Uma versão super deformed do Capitão é um dos personagens jogáveis em Marvel Super Hero Squad.
- Capitão América é desbloqueado por um código no jogo Super Hero Squad Online. Somente jogadores da versão Closed Beta receberão esse código.
- O jogo solo mais recente do herói é Captain America: Super Soldier, desenvolvido pela Sega e baseado no filme de 2011 (mas com uma história diferente) e com Chris Evans dublando o personagem.[35]
- Capitão América é um dos personagens jogáveis em Avengers, de 2020.